# MMU Radio
 (octobre 2023).
Si vous disposez d'ouvrages ou d'articles de référence ou si vous connaissez des sites web de qualité traitant du thème abordé ici, merci de compléter l'article en donnant les références utiles à sa vérifiabilité et en les liant à la section « Notes et références ».
 (octobre 2023).
MMU radio est une station de radio étudiante anglaise couvrant le campus de l'Université métropolitaine de Manchester, en Angleterre. Fondée [Quand ?], elle est diffusée dans via le site internet de l'union des étudiants de cette université. Comme la plupart des radios étudiantes, elle est gérée entièrement par des bénévoles, dont la plupart sont des étudiants de l'université.